# 圣海梅-德弗龙塔尼亚
圣海梅-德弗龙塔尼亚，是西班牙加泰罗尼亚巴塞罗那省的一个市镇。总面积21.3平方公里，总人口25人（2013年），人口密度1人/平方公里。